# Landgericht Magdeburg

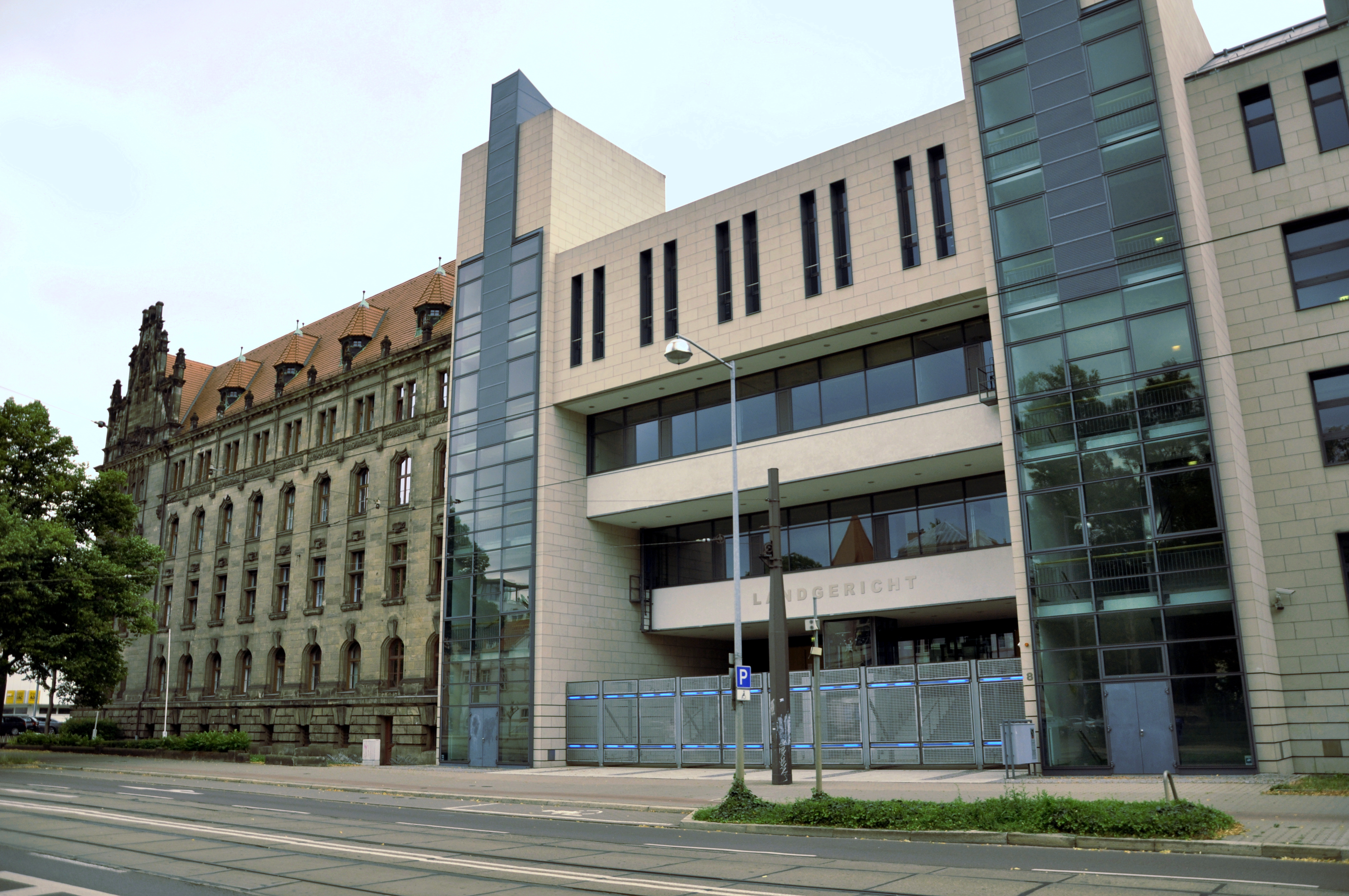
Landgericht Magdeburg, Fronteingang (2014)

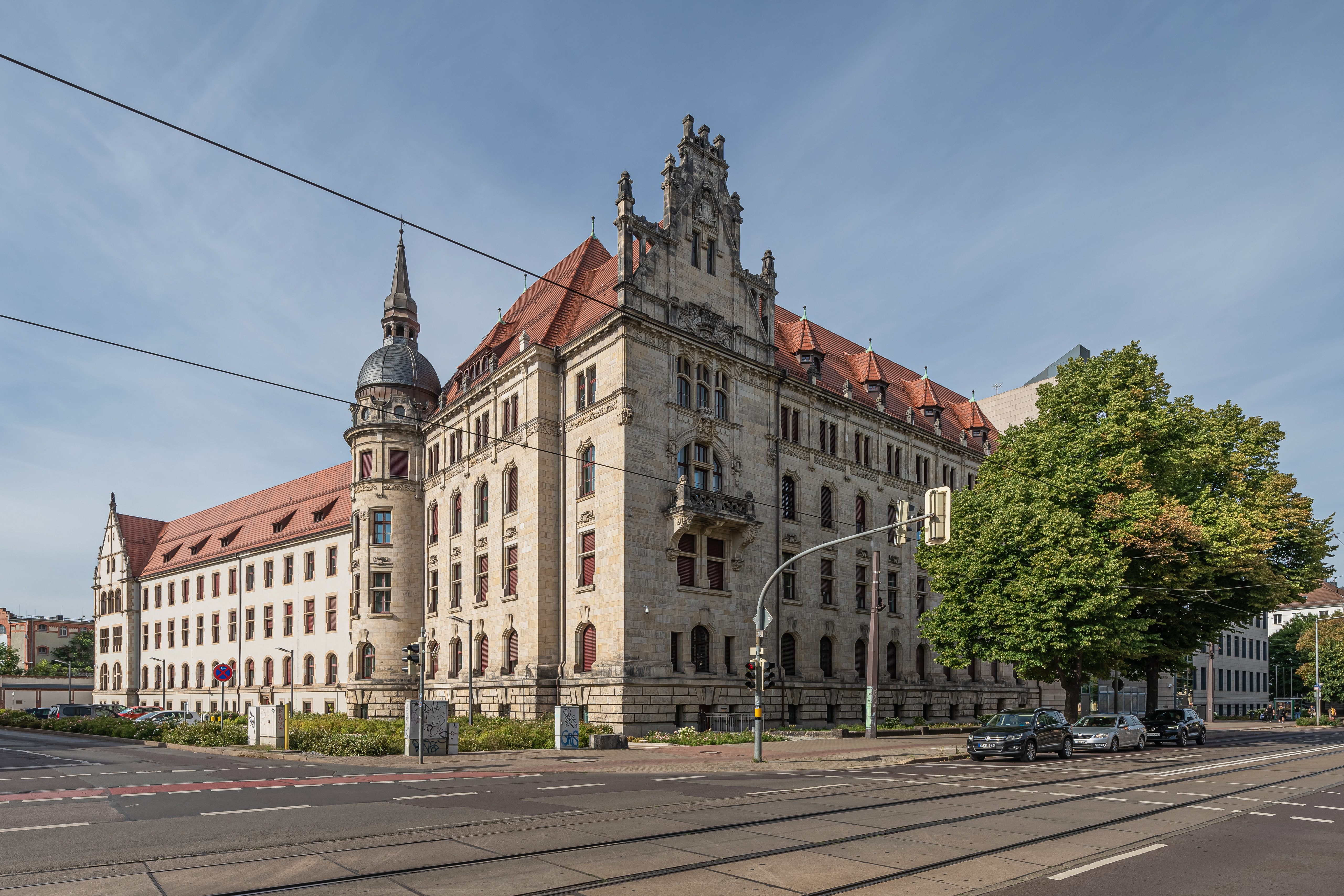
Landgericht Magdeburg, Seitenansicht (2022)

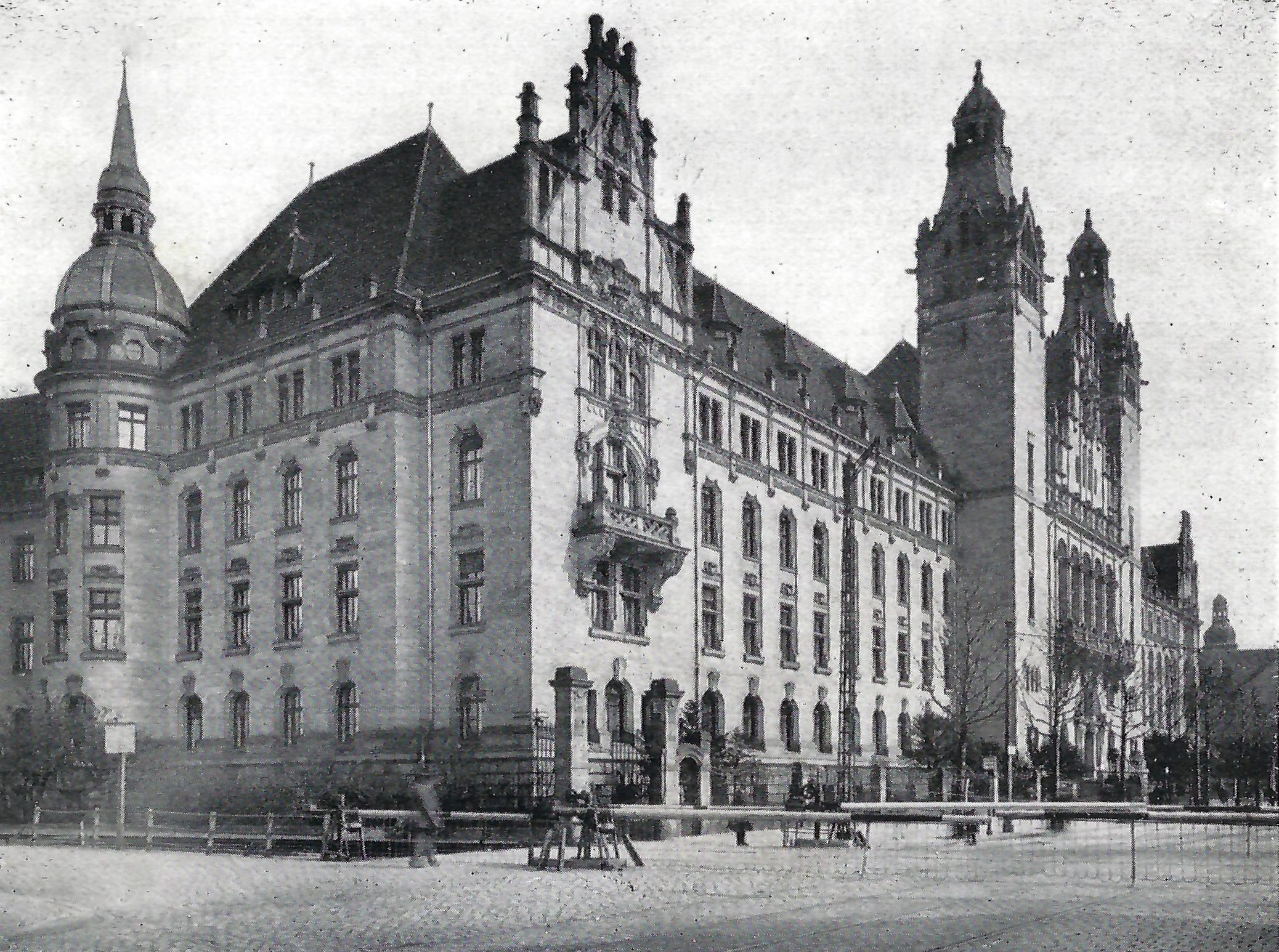
Gerichtsgebäude in den 1920er Jahren

Das Landgericht Magdeburg ist ein Gericht der ordentlichen Gerichtsbarkeit und eines von vier Landgerichten im Bezirk des Oberlandesgerichts Naumburg, des einzigen Oberlandesgerichtsbezirkes des Bundeslandes Sachsen-Anhalt. Es hat seinen Sitz in der Landeshauptstadt Magdeburg.

## Gerichtsbezirk
Der Gerichtsbezirk des Landgerichts Magdeburg umfasst die Bezirke der Amtsgerichte Aschersleben, Bernburg, Halberstadt, Haldensleben, Magdeburg, Oschersleben, Quedlinburg, Schönebeck und Wernigerode.

## Gerichtsorganisation
Die Rechtsprechung ist einzelnen Kammern des Gerichtes als Spruchkörper zugewiesen, soweit diese nicht durch Einzelrichter entscheiden. Dem Landgericht Magdeburg steht seit Oktober 2019 Frank Böger als Präsident vor, der die Nachfolge von Sigrid Jaspers, der ersten Präsidentin des Landgerichts, angetreten hat. Vizepräsident des Landgerichtes ist seit dem 23. Juni 2017 Michael Koch, vormals Direktor des Amtsgerichtes Weißenfels. Das Landgericht Magdeburg war das erste Landgericht der Bundesrepublik Deutschland mit einem Internetauftritt.

## Vorgeschichte
Im Jahre 1849 wurden in Preußen Appellationsgerichte gebildet, denen Kreisgerichte nachgeordnet waren, die für jeweils einen Landkreis als erstinstanzliche Gerichte dienten. Für Magdeburg entstand damit das Appellationsgericht Magdeburg mit zehn zugeordneten Kreisgerichten, darunter das Stadt- und Kreisgericht Magdeburg.

## Geschichte
Das königlich-preußische Landgericht Magdeburg wurde mit Wirkung zum 1. Oktober 1879 als eines von neun Landgerichten im Bezirk des Oberlandesgerichtes Naumburg gebildet. Der Sitz des Gerichtes befand sich im Haus Domplatz 6 in Magdeburg. Das Landgericht war danach für die Stadt Magdeburg, die Landkreise Calbe, Jerichow  I, Neuhaldensleben und Wolmirstedt sowie Teile der Landkreise Wanzleben, Gardelegen und Jerichow  II zuständig. Ihm waren folgende Amtsgerichte zugeordnet:
| Amtsgericht                    | Sitz               | Bezirk |
| ------------------------------ | ------------------ | --- |
| Amtsgericht Aken               | Aken               | aus dem Kreis Calbe der Stadtbezirk Aken, die Amtsbezirke Lödderitz, Micheln und Susigke sowie den Gemeindebezirk Breitenhagen aus dem Amtsbezirk Rosenburg |
| Amtsgericht Barby              | Barby              | aus dem Kreis Calbe der Stadtbezirk Barby, den Amtsbezirk Grafschaft Barby sowie den Amtsbezirk Rosenburg ohne den Gemeindebezirk Breitenhagen |
| Amtsgericht Buckau             | Buckau             | aus dem Kreis Magdeburg der Stadtbezirk Buckau und aus dem Kreis Wanzleben die Amtsbezirke Osterweddingen, Salbke und Westerhüsen sowie den Gemeindebezirk Lemsdorf aus dem Amtsbezirk Klein Ottersleben |
| Amtsgericht Burg               | Burg               | der Kreis Jerichow I ohne den Teil, der den Amtsgerichten Gommern, Loburg, Magdeburg und Ziesar zugeordnet war sowie aus dem Kreis Jerichow II die Gemeindebezirke Gütter und Reesen aus dem Amtsbezirk Zerben |
| Amtsgericht Calbe (Saale)      | Calbe (Saale)      | der Kreis Calbe ohne den Teil, der den Amtsgerichten Aken, Barby, Groß-Salza, Schönebeck und Staßfurt zugeordnet war |
| Amtsgericht Erxleben           | Erxleben           | aus dem Kreis Neuhaldensleben die Amtsbezirke Eilsleben, Eimersleben, Erxleben, Harbke, Ostingersleben, Uhrsleben, Ummendorf, Wefensleben und Wormsdorf sowie die Gemeindebezirke Alleringersleben und Morsleben aus dem Amtsbezirk Bartensleben |
| Amtsgericht Gommern            | Gommern            | aus dem Kreis Jerichow I der Stadtbezirk Gommern und die Amtsbezirke Gehrden, Grünewalde, Pöthen und Walternienburg sowie den Gemeindebezirk Prödel aus dem Amtsbezirk Leitzkau |
| Amtsgericht Groß-Salze         | Groß Salze         | aus dem Kreis Calbe der Stadtbezirk Groß Salze, die Amtsbezirke Biere, Eggersdorf, Frohse, Gnadau und Alt-Salze |
| Amtsgericht Hötensleben        | Hötensleben        | aus dem Kreis Neuhaldensleben die Amtsbezirke Barneberg, Hötensleben, Sommerschenburg, Völpke, Wackersleben und Warsleben |
| Amtsgericht Loburg             | Loburg             | aus dem Kreis Jerichow I die Stadtbezirke Loburg und Möckern, die Amtsbezirke Calitz, Dörnitz, Isterbies, Loburg, Groß-Lübars, Möckern und Schweinitz sowie den Amtsbezirk Leitzkau ohne den Gemeindebezirk Prödel |
| Amtsgericht Magdeburg          | Magdeburg          | aus dem Kreis Jerichow I die Amtsbezirke Biederitz, Cracau, Königsborn und Randau; aus dem Stadtkreis Magdeburg die Stadtbezirke Magdeburg und Sudenburg; aus dem Kreis Wanzleben die Amtsbezirke Diesdorf, Hohendodeleben, Groß Ottersleben und den Amtsbezirk Klein Ottersleben ohne den Gemeindebezirk Lemsdorf; aus dem Kreis Wolmirstedt die Amtsbezirke Eichenbarleben, Irxleben, Niederndodeleben, Ochtmersleben und Schackensleben |
| Amtsgericht Neuhaldensleben    | Neuhaldensleben    | der Kreis Neuhaldensleben ohne den Teil, der den Amtsgerichten Erxleben und Hötensleben zugeordnet war sowie aus dem Kreis Gardelegen der Gemeindebezirk Wieglitz aus dem Amtsbezirk Wegenstedt |
| Amtsgericht Neustadt-Magdeburg | Neustadt-Magdeburg | aus dem Stadtkreis Magdeburg der Stadtbezirk Neustadt-Magdeburg und aus dem Kreis Wollmirstedt die Amtsbezirke Groß Ammensleben, Klein Ammensleben, Barleben, Dahlenwarsleben, Ebendorf, Gutenswegen, Hermsdorf, Hohenwarsleben, Meitzendorf, Olvenstedt und Rothensee |
| Amtsgericht Schönebeck         | Schönebeck         | aus dem Kreis Calbe der Stadtbezirk Schönebeck |
| Amtsgericht Staßfurt           | Staßfurt           | aus dem Kreis Calbe der Stadtbezirk Staßfurt und die Amtsbezirke Atzendorf, Borne und Löderburg |
| Amtsgericht Wanzleben          | Wanzleben          | der Kreis Wanzleben ohne den Teil, der den Amtsgerichten Buckau, Egeln, Oschersleben und Magdeburg zugeordnet war sowie aus dem Kreis Wolmirstedt die Amtsbezirke Drackenstedt, Druxberge, Groß Rodensleben und Wellen |
| Amtsgericht Wolmirstedt        | Wolmirstedt        | der Kreis Wolmirstedt ohne den Teil, der den Amtsgerichten Magdeburg, Neustadt-Magdeburg und Wanzleben zugeordnet war |
| Amtsgericht Ziesar             | Ziesar             | aus dem Kreis Jerichow I der Stadtbezirk Ziesar und die Amtsbezirke Burg Ziesar, Dahlen, Görzke, Magdeburgerforth, Vor-Ziesar und Wenzlow |

Der  Landgerichtsbezirk  hatte 1888 zusammen 410.617 Einwohner. Am Gericht waren ein Präsident, drei Direktoren und 13 Richter tätig. Es bestand eine Kammer für Handelssachen mit vier Handelsrichtern.
Nach dem Zweiten Weltkrieg wurde das Landgericht Halberstadt 1945 in der SBZ aufgehoben und ein Teil seiner Amtsgerichte dem Landgericht Magdeburg überwiesen.

## Landesarbeitsgericht Magdeburg
Gemäß Arbeitsgerichtsgesetz vom 23. Dezember 1926 wurden in Deutschland Arbeitsgerichte gebildet. Diese waren nur in der ersten Instanz unabhängig, die Landesarbeitsgerichte waren den Landgerichten zugeordnet. Am Landgericht Magdeburg entstand so 1927 das Landesarbeitsgericht Magdeburg als eines von vier Landesarbeitsgerichten im Bezirk des Oberlandesgerichtes Naumburg. Dem Landesarbeitsgericht Halle waren folgende Arbeitsgerichte zugeteilt: Arbeitsgericht Burg bei Magdeburg, Arbeitsgericht Gardelegen, Arbeitsgericht Magdeburg, Arbeitsgericht Neuhaldensleben, Arbeitsgericht Osterburg, Arbeitsgericht Salzwedel, Arbeitsgericht Schönebeck, Arbeitsgericht Staßfurt und Arbeitsgericht Stendal.
Nach der Besetzung Deutschlands durch die Alliierten wurden 1945 zunächst alle Gerichte geschlossen. Die ordentlichen Gerichte wurden schon bald wieder eröffnet, während die Arbeitsgerichte zunächst nicht wieder eingerichtet wurden, so dass arbeitsgerichtliche Streitigkeiten von den ordentlichen Gerichten erledigt werden mussten. Gemäß Kontrollratsgesetz 21 sollten in Deutschland Arbeitsgerichte aufgebaut werden. Anstelle der früheren Landesarbeitsgerichte wurde nur noch ein Landesarbeitsgericht Sachsen-Anhalt für das ganze Land gebildet.

## Gerichtsgebäude

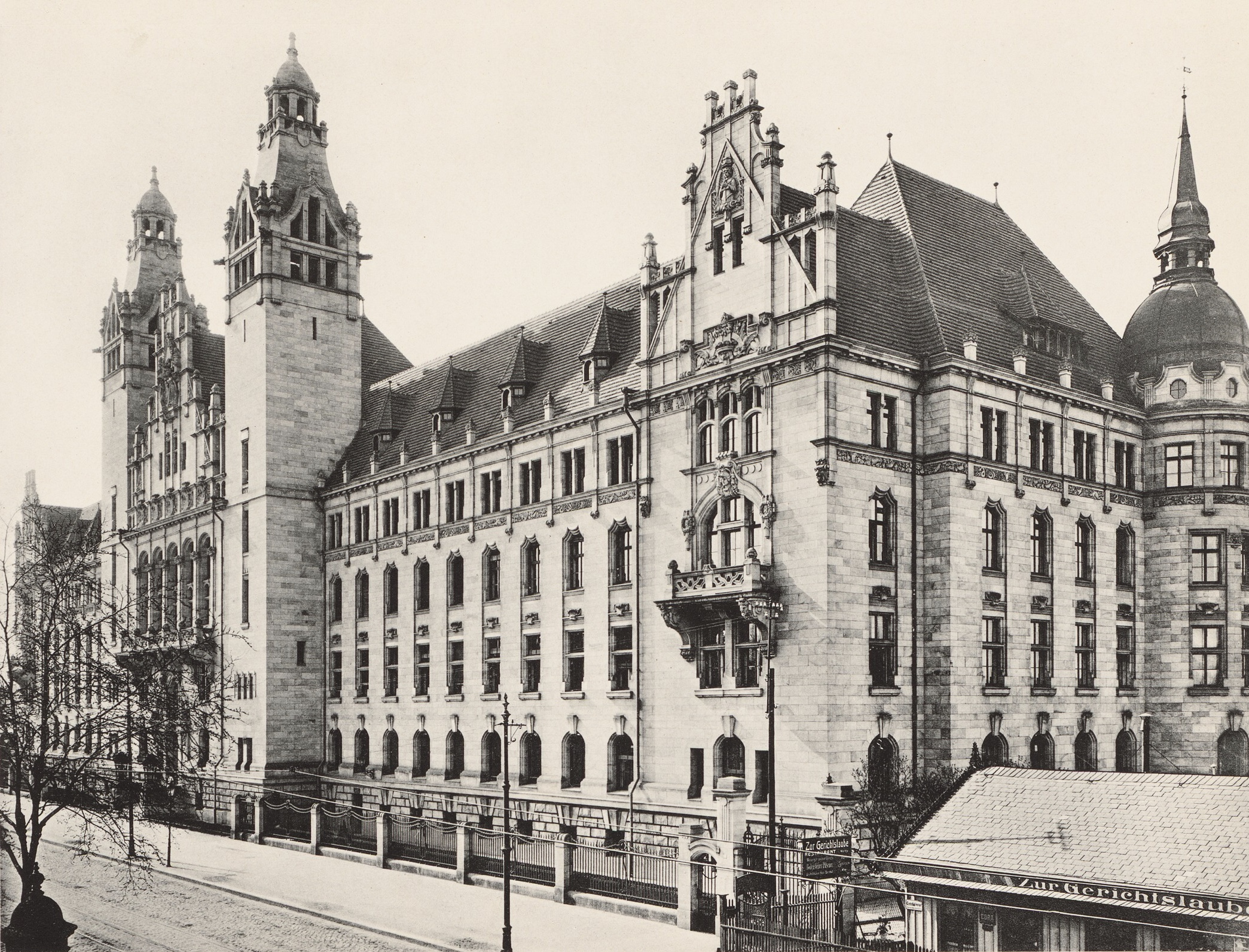
Gerichtsgebäude, 1906

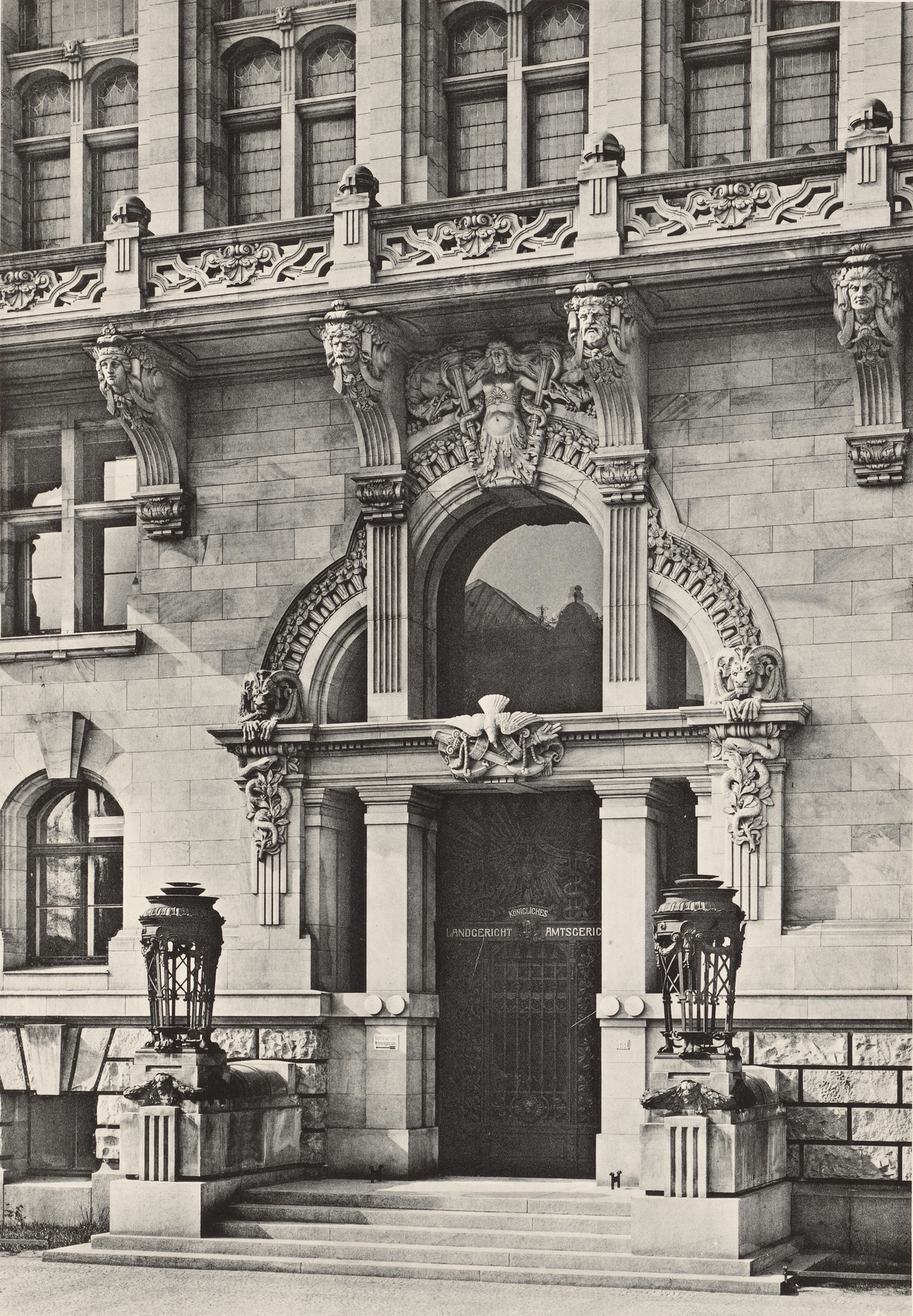
Eingangsportal, 1906

Das Landgericht befindet sich in einem Justizgebäude in der Halberstädter Straße 8 im Magdeburger Stadtteil Sudenburg.
Der im Stil des Historismus gehaltene Bau entstand zwischen 1900 und 1906 nach Plänen der leitenden Baubeamten Hermann Angelroth und Paul Thoemer im preußischen Ministerium der öffentlichen Arbeiten in Berlin. Er bestand ursprünglich aus zwei viergeschossigen Gebäudeflügeln die mit Eckrisaliten einen besonders repräsentativ gestalteten Mittelteil flankierten. Der Mittelteil wurde von zwei 50 Meter hohen Türmen eingefasst. Die Fassade bestand aus Werkstein.
Im April 1945 wurde das Gebäude durch Artilleriebeschuss von bei Ottersleben befindlichen US-amerikanischen Truppen schwer beschädigt. Der Mittelteil und der Nordflügel wurden vollständig zerstört. Während des Bestehens der DDR ist die Fläche lediglich grob geräumt worden. Erst im Jahr 2001 erfolgte eine Bebauung an der Stelle der zerstörten Gebäudeteile. Wurde zunächst über einen kompletten Wiederaufbau nachgedacht, konnte über verschiedene, von finanziellen Zwängen diktierte Abstufungen dieser Idee (z. B. Zweckgebäude hinter originalgetreu rekonstruierter Fassade), letztlich nur eine durch die Materialien Glas und Beton bestimmte Form verwirklicht werden, die an das historische Erscheinungsbild des Gebäudes erinnert. Dieser Bauteil gibt insbesondere dringend benötigten Sitzungssälen Raum. Er ist nahtlos an den alten Gebäudeteil angeschlossen, in dem besonders das liebevoll restaurierte Haupttreppenhaus Beachtung verdient. Im Sommer 2020 wurde eine mehrjährige Sanierung des Altbaus abgeschlossen.
Vom 1. Dezember 1932 an war Friedrich Weißler für einige Monate Landgerichtsdirektor (heute; Vorsitzender Richter am Landgericht), bevor er von den Nationalsozialisten abgesetzt wurde. An den 1937 im KZ Sachsenhausen ermordeten Weißler erinnert eine 2006 im Landgericht enthüllte Gedenktafel. Seit dem 19. November 2008 ist das Gebäude als „Friedrich-Weißler-Haus“ nach ihm benannt. Von 1922 bis 1927 war Siegfried Loewenthal als Landgerichtsdirektor tätig.

## Prozesse mit überregionaler Bedeutung
In der Zeit vom 12. Januar 2011 bis zum 13. Dezember 2012 wurde vor dem Landgericht Magdeburg das Verfahren im Todesfall Oury Jalloh verhandelt.
Seit dem 21. Juli 2020 verhandelte das Oberlandesgericht Naumburg im Gebäude des Landgerichts Magdeburg den Strafprozess zum Anschlag in Halle (Saale) von 2019. Am 21. Dezember 2020 kam es zum Urteil.

## Richter
Von 23. Juni 2017 bis zum 28. Juni 2024 war Michael Koch Vizepräsidenten des Landgerichts Magdeburg.